# Mont-Notre-Dame
Mont-Notre-Dame är en kommun i departementet Aisne i regionen Hauts-de-France i norra Frankrike. Kommunen ligger  i kantonen Braine som ligger i arrondissementet Soissons. År 2022 hade Mont-Notre-Dame 742 invånare.

## Befolkningsutveckling
Antalet invånare i kommunen Mont-Notre-Dame
Referens: INSEE